# Tinogasta (departamento)
Tinogasta é um departamento da Argentina, localizado na província de Catamarca.